# Fructuoso Méndez

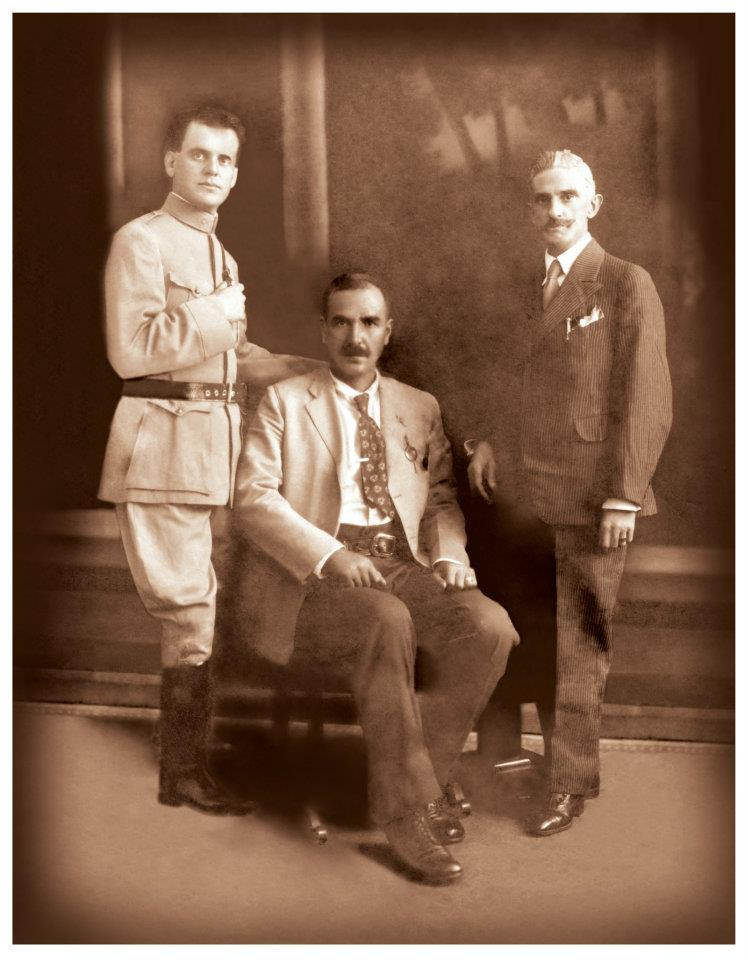

Fructuoso Méndez  General. Fue un militar mexicano con idealismo villista que participó en la Revolución mexicana. Chihuahuense. Uno de los principales jefes de la tribu yaqui, aunque con ascendencia de raza blanca. Se afilió al movimiento constitucionalista en 1913, en el estado, después fue convencionista y alcanzó el grado de general. Era muy cercano a José María Maytorena; lo apoyó en su enfrentamiento contra el constitucionalismo sonorense. Vencido el villismo-maytorenismo, se rindió al general Manuel M. Diéguez. En 1920 participó en la revuelta de Agua Prieta y se contó entre los adictos al Plan de Agua Prieta que derrocó al presidente Venustiano Carranza. pero en 1923 secundó la rebelión DelaHuertista contra Álvaro Obregón. Murió fusilado ese mismo año.